# Gaji (Kerek)
Gaji is een bestuurslaag in het regentschap Tuban van de provincie Oost-Java, Indonesië. Gaji telt 7365 inwoners (volkstelling 2010).